# Сапани, Дэнни
Дэ́нни Сапа́ни (англ. Danny Sapani, род. 15 ноября 1970, Лондон) — английский театральный, телевизионный и киноактёр ганского происхождения. В телесериале «Корона» исполнил роль президента Ганы Кваме Нкрумы.

## Биография
Сапани родился в Лондоне и был одним из шести детей в семье иммигрантов из Ганы. Он вырос в Хакни и впервые проявил интерес к актёрскому мастерству в Колледже искусств выходного дня в Кентиш-таун. Сапани учился в Центральном колледже речи и драмы.
Сапани участвовал во многих театральных постановках, среди которых выделяется постановка Королевского национального театра трагедии Еврипида «Медея».
В 2013 году он сыграл Нэйта в фильме Дэнни Бойла «Транс» и снялся в индийском боевике «Львиное сердце 2» в роли международного наркобарона.
Сапани появился в гостевых и второстепенных ролях во многих английских телесериалах. Он сыграл главные роли в таких телесериалах, как «Плохие» (Тони Моркомб), «Элита спецназа» (рядовой Рикки Манн), «Отключка» (детектив Гриффин), «Страшные сказки» (Сембен) и «Палач-бастард» (мавр). Он появился в гостевой роли в шоу «Судья Джон Дид» (Джонни Латимар) и культовом телесериале «Доктор Кто» в эпизоде «Хороший человек идёт на войну» (полковник Мантон). В телесериале «Куртизанки» Сапани сыграл роль Уильяма Норта.
В 2023 году Сапани снялся в фильме Гая Ричи «Министерство неджентльменских дел».